# زاندالی
زاندالی (به انگلیسی: Zandalee) فیلمی محصول سال ۱۹۹۱ به کارگردانی سم پیلسباری است. در این فیلم بازیگرانی همچون نیکلاس کیج، جاج رینهولد، اریکا اندرسون، ویوسا لیندفورش، آرون نویل، جو پانتولیانو، مریسا تومه، ایان آبرکرومبی و زاک گالیگان ایفای نقش کرده‌اند.